# Rejanellus mutchleri
Rejanellus mutchleri är en spindelart som först beskrevs av Alexander Petrunkevitch 1930.  Rejanellus mutchleri ingår i släktet Rejanellus och familjen krabbspindlar.
Artens utbredningsområde är Puerto Rico. Inga underarter finns listade i Catalogue of Life.